# Koineização
Koineização é o processo em que vários dialetos de uma mesma língua se modificam mutuamente e chegam a uma língua comum, a koiné. Nesse processo, os falantes de cada dialeto, capazes de se compreender mutuamente, entram  em contato próximo. A interação leva a mudanças progressivas em ambos os lados até que são eliminados os traços mais marcados e discrepantes, já que durante o contato entre dialetos, os falantes tendem a usar vocabulário e estruturas mais comuns, em detrimento do uso de regionalismos. Nesse ponto surge, então, a koiné.
O termo koineização vem de koiné (do Grego arcaico κοινή, "língua comum") que originalmente dizia respeito à língua franca falada na Grécia Antiga, provinda de uma convivência de gregos de diferentes origens..

## História
Pode-se identificar mudanças no grego ático já desde o século V a.C., através de relatos que criticam a “impureza” da língua falada. A situação de contato se deve em grande parte ao porto de Peiraieus em Atenas, onde se encontravam gregos provenientes das mais diversas regiões. Houve, sobretudo, o contato do ático com o jônico, através da política, da guerra e do comércio, além da presença de jônicos em Atenas. Uma confirmação dessas influências foi a adoção do alfabeto jônico em Atenas em 403 a.C., embora a língua literária sempre tenha se aproximado mais da prosa ática. Essa uma mistura cada vez maior de diferentes falares abriu caminho para o surgimento da koiné.
Mais tarde, a koiné se tornou a língua oficial do império da Macedônia, estendendo seu aprendizado como segunda e até primeira língua a locais mais longínquos.

## Conceitos
O termo koiné na linguística é usado de maneira difusa em torno da ideia central de “resultado de uma mistura de dialetos”. Pode-se encontrar o termo em uma enorme gama de descrições. Entre as quais, há a de que seria qualquer língua ou dialeto falado em uma área geral onde anteriormente se falavam línguas ou dialetos locais; bem como a de que é qualquer língua diferente da nativa que um falante compartilha com os falantes de outras línguas, sendo essa bastante próxima da definição de pidgin. Adicionalmente o termo koiné é também definido como o dialeto padrão usado em uma determinada região politicamente unificada; e, finalmente, como uma língua planejada, não decorrente espontaneamente do contato.
Contudo, pode-se identificar algum consenso sobre a ideia de que uma koiné deve ter suas raízes na mistura de um número maior de dialetos de uma mesma língua, e é usada como um meio de comunicação comum dos falantes desses dialetos, que a aprendem como primeira ou segunda língua. Outro aspecto importante é o fato de que a koiné frequentemente é considerada uma fala mais “correta” da língua, senão o seu dialeto padrão.
Quando se estabiliza, uma koiné, pode ser vista como uma nova língua, tornando-se utilizada na literatura, na educação e assumindo o papel de primeira língua dos falantes com o passar do tempo.

### Distinções importantes
A koineização diz respeito à junção de vários dialetos resultando em um produto novo, utilizado de modo relativamente padronizado por todos os falantes dos dialetos originais. Já a nivelação linguística, que tem algumas das mesmas características, pode acontecer também entre um dialeto e uma língua já padronizada, e culmina na erradicação de vários atributos (ao passo que a koineização também cria novos atributos).
A koiné também se diferencia do pidgin — este ocorre em uma situação social bastante específica, de contato econômico (principalmente mercantil) entre línguas que podem ser totalmente diferentes. Em um primeiro momento é reduzido em vocabulário e estrutura, e só se estabiliza e assume características de uma língua funcional quando passado como língua nativa para as próximas gerações, tornando-se assim uma língua crioula. A koiné não necessariamente passa por esse estágio, e ocorre entre dialetos em grande parte mutuamente compreensíveis.

## Exemplos
Embora a definição de koiné ainda não seja consenso, podem ser enumerados alguns exemplos desse fenômeno. Entre eles figuram:
1. o alemão padrão;[12]
2. o hindi;[13]
3. o hebraico moderno;[14]
4. o inglês vernáculo afro-americano;[15]
5. o suaíli do Congo;[16]
6. o iorubá padrão,[17] e outros.